# Premierenbesetzungen des Glyndebourne Festivals ab 2014

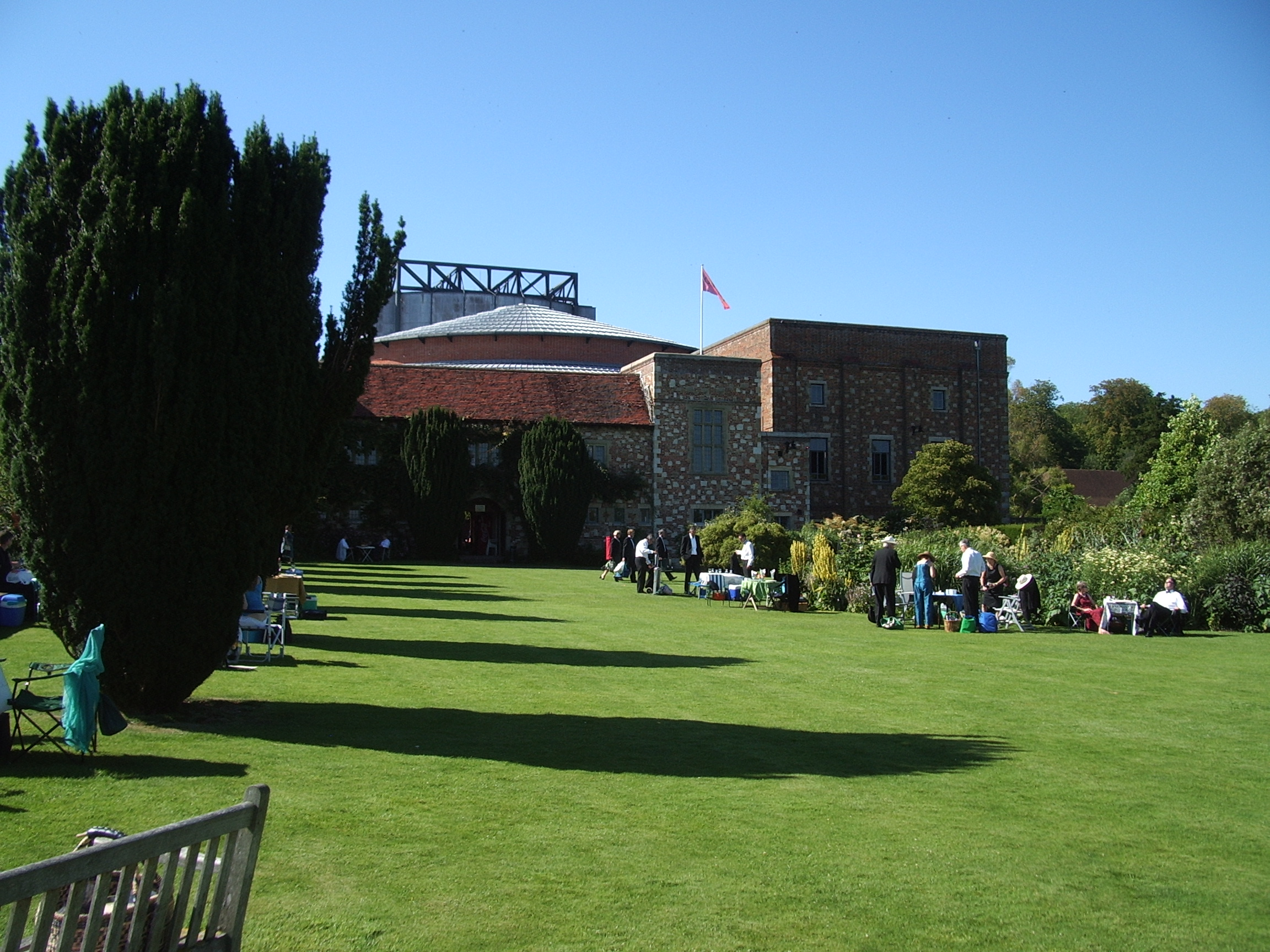
Glyndebourne Opera House

Die Premierenbesetzungen des Glyndebourne Festivals seit 2014 listen alle Mitwirkenden der Opern-Neuinszenierungen beim Glyndebourne Festival Opera seit der Spielzeit 2014 auf, dem Jahr, in dem Robin Ticciati die Musikalische Leitung des Festivals übernahm.

## 2014
| Der Rosenkavalier von Hugo von Hofmannsthal und Richard Strauss, Mai 2014                                           |                                                |                                                                                              |                                                                                             |
| London Philharmonic Orchestra Robin Ticciati                                                                        | Richard Jones Paul Steinberg, Nicky Gillibrand | Tara Erraught Octavian Kate Royal Feldmarschallin Teodora Gheorghiu Sophie                   | Lars Woldt Baron Ochs auf Lerchenau                                                         |
| La traviata von Francesco Maria Piave und Giuseppe Verdi nach dem Roman von Alexandre Dumas dem Jüngeren, Juli 2014 |                                                |                                                                                              |                                                                                             |
| London Philharmonic Orchestra Mark Elder                                                                            | Tom Cairns Hildegard Bechtler                  | Venera Gimadieva Violetta Magdalena Molendowska Annina                                       | Michael Fabiano Alfredo Tassis Christoyannis Germont                                        |
| La finta giardiniera von Giuseppe Petrosellini und Wolfgang Amadeus Mozart, Juni 2014                               |                                                |                                                                                              |                                                                                             |
| Orchestra of the Age of Enlightenment Robin Ticciati                                                                | Frederic Wake-Walker Antony McDonald           | Christiane Karg Sandrina Joélle Harvey Serpetta Rachel Frenkel Ramiro Nicole Heaston Arminda | Wolfgang Ablinger-Sperrhacke Don Anchise Gyula Orendt/Gavan Ring Nardo Joel Prieto Belfiore |

Folgende Werke wurden wiederaufgenommen (in Klammern das Jahr der Neuproduktion):
- Händel: Rinaldo (2011)
- Mozart: Don Giovanni (2010)
- Tschaikowski: Eugen Onegin (1994)

## 2015
| Poliuto von Gaetano Donizetti, Mai 2015                                      |                                                        |                                                                    | |
| London Philharmonic Orchestra The Glyndebourne Chorus Enrique Mazzola        | Mariame Clément Julia Hansen                           | Ana María Martínez Paolina                                         | Michael Fabiano Poliuto Igor Golovatenko Severo Matthew Rose Callistene Timothy Robinson Felice Emanuele d'Aguanno Nearco |
| Die Entführung aus dem Serail von Wolfgang Amadeus Mozart, Juni 2015         |                                                        |                                                                    | |
| Orchestra of the Age of Enlightenment The Glyndebourne Chorus Robin Ticciati | David McVicar Vicki Mortimer                           | Sally Matthews Konstanze Mari Eriksmoen Blonde                     | Edgaras Montvidas Belmonte Brenden Gunnell Pedrillo Tobias Kehrer Osmin Franck Saurel Bassa Selim                         |
| Saul, Oratorium von Georg Friedrich Händel, Juli 2015                        |                                                        |                                                                    | |
| Orchestra of the Age of Enlightenment The Glyndebourne Chorus Ivor Bolton    | Barrie Kosky Katrin Lea Tag Otto Pichler Choreographie | Sophie Bevan Michal, Tochter Sauls Lucy Crowe Merab, Tochter Sauls | Christopher Purves Saul Iestyn Davies David Paul Appleby Jonathan, Sohn Sauls Benjamin Hulett High Priest                 |

Wiederaufnahmen dieser Spielzeit:
- Britten: The Rape of Lucretia (1946)
- Ravel: L’Heure espagnole/L’enfant et les sortilèges (2012)

## 2016
| Il barbiere di Siviglia von Gioachino Rossini, 22. Mai 2016 (sechzehn Aufführungen)                                   |                                                                                                 |                                                                            | |
| London Philharmonic Orchestra The Glyndebourne Chorus Enrique Mazzola                                                 | Annabel Arden Joanna Parker James Farncombe Toby Sedgwick Bewegungsregie                        | Danielle de Niese Rosina Janis Kelly Berta                                 | Björn Bürger Figaro Taylor Stayton Conte Almaviva Alessandro Corbelli Dottore Bartolo Christophoros Stamboglis Basilio Huw Montague Rendall Fiorello Adam Marsden Offizier |
| Béatrice et Bénédict von Hector Berlioz, nach Shakespeares Much Ado About Nothing, 23. Juli 2016 (zwölf Aufführungen) |                                                                                                 |                                                                            | |
| London Philharmonic Orchestra The Glyndebourne Chorus Antonello Manacorda                                             | Laurent Pelly Barbara de Limburg, Laurent Pelly Duane Schuler Agathe Mélinand Dialogue Adaption | Sophie Karthäuser Héro Stéphanie d’Oustrac Béatrice Katarina Bradić Ursule | Paul Appleby Bénédict Georges Bigot Léonato Charles Meunier Messenger Frédéric Caton Don Pedro Philippe Sly Claudio Lionel Lhote Somarone Paul Sheridan Notar              |

Wiederaufnahmen dieser Spielzeit:
- Britten: A Midsummer Night’s Dream (1981), 11. bis 28. August 2016 (8 Aufführungen)
- Janáček: The Cunning Little Vixen (2012), 12. Juni bis 31. Juli 2016 (13 Aufführungen)
- Mozart: Le nozze di Figaro (2012), 3. Juli bis 24. August 2016 (17 Aufführungen)

## 2017
| Hipermestra von Giovanni Moniglia und Francesco Cavalli, UK-Erstaufführung, 20. Mai bis 8. Juli 2017 (13 Aufführungen)                                                                     |               |                                                                |                                                                                                 |
| Orchestra of the Age of Enlightenment William Christie | Graham Vick   | Emöke Baráth Hipermestra Ana Quintans Elisa                    | Raffaele Pe Linceo Renato Dolcini Danao Benjamin Hulett Arbante                                 |
| Hamlet von Matthew Jocelyn (Libretto) und Brett Dean (Komposition) nach der gleichnamigen Tragödie Shakespeares, Auftragswerk, Uraufführung, 11. Juni bis 6. Juli 2017 (acht Aufführungen) |               |                                                                |                                                                                                 |
| London Philharmonic Orchestra Wladimir Jurowski | Neil Armfield | Sarah Connolly Gertrude Barbara Hannigan Ophelia               | Allan Clayton Hamlet Rod Gilfry Claudius Kim Begley Polonius John Tomlinson Ghost of Old Hamlet |
| La clemenza di Tito, Oper von Caterino Mazzolà (nach Pietro Metastasio) und Wolfgang Amadeus Mozart, 26. Juli bis 26. August 2017 (13 Aufführungen)                                        |               |                                                                |                                                                                                 |
| Orchestra of the Age of Enlightenment The Glyndebourne Chorus Robin Ticciati | Claus Guth    | Alice Coote Vitellia Kate Lindsey Sesto Joélle Harvey Servilia | Steve Davislim Tito                                                                             |

Wiederaufnahmen dieser Spielzeit:
- Donizetti: Don Pasquale (2011 Tour Production), 13. Juli bis 23. August 2017 (14 Aufführungen)
- Strauss: Ariadne auf Naxos (2013), 25. Juni bis 27. Juli 2017 (11 Aufführungen)
- Verdi: La traviata (2014), 21. Mai bis 19. Juni 2017 (10 Aufführungen) und 1. bis 27. August 2017 (zehn Aufführungen)

## 2018
| Madama Butterfly von Giacomo Puccini, 19. Mai bis 18. Juli 2018 (17 Aufführungen)      |                    |                                                    |                                                                    |
| London Philharmonic Orchestra Omer Meir Wellber                                        | Annilese Miskimmon | Olga Busuioc Cio-Cio-San Elizabeth DeShong Suzuki  | Joshua Guerrero Leutnant Pinkerton Michael Sumuel Sharpless        |
| Pelléas et Mélisande von Claude Debussy, 30. Juni bis 9. August 2018 (12 Aufführungen) |                    |                                                    |                                                                    |
| London Philharmonic Orchestra Robin Ticciati                                           | Stefan Herheim     | Christina Gansch Mélisande Karen Cargill Geneviève | John Chest Pelléas Christopher Purves Golaud Richard Wiegold Arkel |
| Vanessa von Samuel Barber, UK-Erstaufführung, 5. bis 26. August 2018 (10 Aufführungen) |                    |                                                    |                                                                    |
| London Philharmonic Orchestra Jakub Hrůša                                              | Keith Warner       | Emma Bell Vanessa Virginie Verrez Erika            | Edgaras Montvidas Anatol Donnie Ray Albert Doktor                  |

Wiederaufnahmen dieser Spielzeit:
- Händel: Saul (2015), 19. Juli bis 25. August 2018 (13 Aufführungen)
- Händel: Giulio Cesare (2005), 10. Juni bis 28. Juli 2018 (12 Aufführungen)
- Strauss: Der Rosenkavalier (2014), 20. Mai bis 19. Juni 2018 (11 Aufführungen)

## Glyndebourne On Tour
Alljährlich veranstaltet das Glyndebourne Festival auch eine Tournee durch England, fallweise auch jenseits der Landesgrenzen, wobei es sowohl zur Verwendung von Festival-Produktionen, als auch zu Neuinszenierungen kommt.

### 2014
In Glyndebourne, sowie danach in Woking (New Victoria Theatre), Canterbury (The Marlowe Theatre), Norwich (Theatre Royal), Milton Keynes (Milton Keynes Theatre), Plymouth (Theatre Royal), Dublin und in Stoke-on-Trent.
- Britten: The Turn of the Screw (2006 Tour Production)
- Mozart: La finta giardiniera (2014)
- Verdi: La traviata (2014)

### 2015
In Glyndebourne, sowie danach in Woking (New Victoria Theatre), Norwich (Theatre Royal), Canterbury (The Marlowe Theatre), Milton Keynes (Milton Keynes Theatre),  und in Plymouth (Theatre Royal).
- Donizetti: Don Pasquale (2011 Tour Production)
- Händel: Saul (2015)
- Mozart: Die Entführung aus dem Serail (2015)

### 2016
In Glyndebourne, sowie danach in Milton Keynes (Milton Keynes Theatre), in Canterbury (The Marlowe Theatre), Norwich (Theatre Royal), Woking (New Victoria Theatre) und in Plymouth (Theatre Royal).
| Madama Butterfly von Giuseppe Giacosa, Luigi Illica und Giacomo Puccini, nach der gleichnamigen Tragödie von David Belasco, 14. Oktober 2016 |                                                                                 |                                             |                                                                                               |
| The Glyndebourne Tour Orchestra The Glyndebourne Chorus John Wilson                                                                          | Annilese Miskimmon Nicky Shaw Mark Jonathan Kally Lloyd Jones Movement director | Karah Son Cio-Cio-San Claudia Huckle Suzuki | Matteo Lippi Pinkerton Francesco Verna Sharpless Alun Rhys-Jenkins Goro Michael Druiett Bonze |

Sowie als Wiederaufnahme:
- Mozart: Don Giovanni (2010)

### 2017
In Glyndebourne, sowie danach in Milton Keynes (Milton Keynes Theatre), in Canterbury (The Marlowe Theatre), Norwich (Theatre Royal), Woking (New Victoria Theatre) und in Plymouth (Theatre Royal) mit folgenden Wiederaufnahmen:
- Dean: Hamlet (2017)
- Mozart: Così fan tutte (2006)
- Rossini: Il barbiere di Siviglia (2016)

### 2018
In Glyndebourne, sowie danach in Milton Keynes (Milton Keynes Theatre), in Canterbury (The Marlowe Theatre), Norwich (Theatre Royal) und Woking (New Victoria Theatre).
| Cendrillon von Jules Massenet, 13. Oktober 2018 |            | |                                             |
| The Glyndebourne Tour Orchestra Duncan Ward     | Fiona Shaw | Alix Le Saux Cendrillon Eleonore Pancrazi Prinz Agnes Zwierko Madame de la Haltière Caroline Wettergreen Fee | William Dazeley Pandolfe Adam Marsden König |

Sowie als Wiederaufnahme:
- Verdi: La traviata (2014)

## Quelle
- Glyndebourne Performance Archive. offizielle Website